# 1.000.000.000
| Listning af tal - fra 1 million til 100 billiarder |
| << 1 million 10 millioner 100 millioner 1 milliard 10 milliarder 100 milliarder 1 billion 10 billioner 100 billioner 1 billiard 10 billiarder 100 billiarder >> |

1.000.000.000 (milliard) er:
- Det naturlige tal efter 999.999.999, derefter følger 1.000.000.001.
- Et heltal.
- Et lige tal.
- Det samme som den videnskabelige notation 109.